# Fayette, Mississippi
Fayette är administrativ huvudort i Jefferson County i delstaten Mississippi. Enligt 2020 års folkräkning hade Fayette 1 445 invånare.

## Kända personer från Fayette
- Richard H. Truly, astronaut